# Hoya caudata
Hoya caudata ist eine Pflanzenart der Gattung der Wachsblumen (Hoya) aus der Unterfamilie der Seidenpflanzengewächse (Asclepiadoideae). Die Art ist in Südthailand, Malaysia, Singapur und Sumatra (Indonesien) beheimatet.

## Merkmale
Hoya caudata besitzt fadenförmige, windende, dicht behaarte Triebe, die einen Durchmesser von 0,25 bis 0,5 cm haben und bis 5 m lang werden können. Junge Triebe sind tiefrot und borstig behaart, ältere Triebe grün und fast kahl. Die Pflanze klettert an Bäumen, aber auch an Felsen hoch. Adventivwurzeln werden an den Stellen an den Trieben gebildet, wo sie nötig sind, um die Pflanze sicher am Substrat zu verankern. Die Blätter sind spärlich entlang der Triebe verteilt und hängen nach unten. Sie sind gewöhnlich gegenständig, oft entwickelt sich aber auch nur ein Blatt pro Blattknoten, und nicht alle Blattknoten bilden überhaupt Blätter aus. Die Blätter besitzen einen kurzen, ca. 6 mm langen, rau behaarten Stiel, der im Alter zunehmend verkahlt. Die dicken, fleischigen, aber starren Blattspreiten sind eiförmig, länglich-eiförmig bis lanzettlich und messen 4 bis 15 cm (ausnahmsweise auch bis 22 cm) in der Länge und 2,5 bis 7 cm in der Breite. Sie sind am äußeren Ende lang zugespitzt, die Basis ist herzförmig. Die Blattspreiten sind dunkelgrün mit einem weißen Fleckenmuster und werden unter direkter Sonneneinstrahlung oft rot. Junge Blätter sind zunächst behaart und verkahlen mit zunehmendem Alter. Die Blattvenatur ist fiedrig, aber kaum ausgeprägt. Alle Teile haben einen weißen oder gelben Milchsaft.
Der doldenförmige Blütenstand besteht aus 8 bis 10 Blüten (8- bis 15 Blüten) und hat einen Durchmesser von 5 bis 7 cm. Er ist flach bis leicht konkav und hängt nach unten. Der 3 bis 10 cm lange, beständige Stiel des Blütenstands ist relativ dünn, gebogen und flaumig behaart. Die relativ starren, kahlen und gekrümmten Stiele der einzelnen Blüten sind 0,5 bis 3 cm lang. Die Kelchblätter sind linealisch-lanzettlich und 0,13 bis 0,19 mm lang. Die zwittrigen Blüten sind radiärsymmetrisch und fünfzählig. Die ausgebreiteten, fünfzähligen Blütenkronen haben einen Durchmesser von 1,3 bis 1,5 cm. Die Kronblätter sind an der Basis verwachsen. Die eiförmigen Kronblattzipfel sind geschwänzt und zugespitzt, die Apices der Zipfel sind eingerollt. Die Kronblätter sind weiß bis blassrosa und innen dicht flaumig behaart. Die randlichen, langen Haare sind filzig.
Die staminalen Nebenkronzipfel sind elliptisch-eiförmig mit einem äußeren runden, tiefroten oder hellroten Fortsatz und einem inneren, spitzen, weißen oder dunkelroten Fortsatz. Der weißliche Fortsatz der Staubblätter ist 2 bis 4 mm lang und peitschenartig ausgezogen.
Die Pollinien sind länglich-zylindrisch, 0,5 mm lang. Das Corpuculum misst 0,2 mm in der Länge und 0,1 mm in der Breite. Die abgeflachten Caudiculae sind mit breiten Flügeln versehen, und 0,1 mm lang und 0,1 mm breit. Die Blüten bleiben für 7 Tage offen (ungefähr drei Tage). Sie duften wenig bis gar nicht bzw. verströmen einen schwachen süßlichen Duft und produzieren keinen Nektar.
Die glatten Balgfrüchte sind im Querschnitt rund, 0,4 cm dick und 7,5 bis 10 cm lang. Apikal werden sie etwas dünner und sind leicht gestreift. Die Samen sind abgeflacht, 5 mm lang und 0,75 mm breit und mit einem weißen Haarschopf versehen.
Die glatten Balgfrüchte sind bei einem Durchmesser von 0,4 Zentimeter im Querschnitt rund und 7,5 bis 10 Zentimeter lang.
Die Chromosomenzahl beträgt 2n = 22.

## Geographische Verbreitung und Habitat
Hoya caudata kommt von Südthailand, über die malaysische Halbinsel bis nach Sumatra und Borneo vor. Sie wächst dort epiphytisch auf Bäumen und Felsen in Tieflandregenwäldern.

## Taxonomie
Hoya caudata wurde 1883 von Joseph Dalton Hooker in der "Flora of British India" erstmals beschrieben. Synonyme sind: Hoya crassifolia Ridley (1912) (nom. illeg., Art. 53.1) und Hoya flagellata Kerr (1940).